# Burg Gestingen
Die Burg Gestingen ist eine abgegangene Burg in der lippischen Stadt Bad Salzuflen in Nordrhein-Westfalen in Deutschland.

## Geschichte
Über die Geschichte der vermutlich nur kleinen Burg ist wenig bekannt.  Sie diente wohl als Verwaltungssitz der Edelherren zur Lippe, die ihre Herrschaft im Gebiet um Salzuflen weiter ausbauen wollten. Erstmals urkundlich erwähnt wurde die Burg Gestinghen im Jahr 1312:
Der Text der 20-zeiligen, lateinisch verfassten Urkunde vom 9. April 1312 besagt, dass der Edle Herr Simon diese Burg hat erbauen lassen und sie nun mitsamt dem dazugehörenden Wirtschaftshof und den umliegenden Ländereien (locum in quo situatum est) dem Ritter Bernhard de Top und seinen Brüdern, den Knappen Ewhard und Alexander, zu Lehen gibt. Sie versprechen unter anderem, die Burg so zu verwalten, dass sie dem Landesherren sowie seinen Nachkommen allezeit offen stehen solle. Simon verpflichtet sich im Gegenzug, die Burg gegen jedweden Feind zu verteidigen. Zeuge des Vertrags war der Ritter und Edelmann Hermann de Wendt.
Gegen Ende des 14. Jahrhunderts war die Burg schon nicht mehr vorhanden. Ob sie an Bedeutung verlor oder bei einem Überfall zerstört wurde, ist nicht bekannt. Die neuen Besitzer, die Familie de Wend, verfügten 1418 nur noch über Einnahmen aus der Wys to Ghestringen. Im 16. Jahrhundert war von der Anlage nur noch der Burggraben vorhanden.
Heute erinnern noch die Flurbezeichnung „Gestinger Feld“ sowie die „Klinik am Burggraben“ an die abgegangene Burg.

## Lage
Der genaue Standort der Burg ist bis heute unbekannt und archäologisch nicht nachgewiesen. Sie lag nach schriftlichen Überlieferungen vor Vfelen in dem Gestynger velde vor dem Virenberge. Vermutet wird ihr Standort im Bereich östlich der Salze an der früher wichtigen Handelsstraße „Frankfurter Weg“ (heute Wenkenstraße/Alte Vlothoer Straße), die zur Weser bei Vlotho führte, zwischen den heutigen Straßen Talstraße/Am Ostpark und der Klinik am Burggraben, etwa anderthalb Kilometer nordöstlich der Salzufler Innenstadt. Von der Burg, die mit einem Graben umgeben war, sind heute keine Reste mehr zu sehen, eventuell sind sie untertägig vorhanden oder überbaut.

## Name
Im Laufe der Jahrhunderte sind folgende Namen für die Burg und das sie umgebende Gebiet ebenfalls belegt: Ghesteringen (1418), Gestynger velde (1516), Geslyngerfelde (1520), Gestingen (1529) sowie Im gestrigen Felde (19. Jahrhundert).